# Quadrangle Helen Planitia
El quadrangle Helen Planitia és un dels quadrangles definits per la cartografia de Venus aprovats per la Unió Astronòmica Internacional.
En els mapes a escala 1 / 5.000.000 (identificat amb el codi V-52) inclou la porció de la superfície de Venus situada en latitud d'entre 25º a 50° S, i longitud entre 240º a 270° E.
En els mapes a escala 1 / 10.000.000 (identificat amb el codi I-2477) inclou la porció de la superfície de Venus situada en latitud d'entre 0° a 57° S, i longitud entre 180° a 300° E.

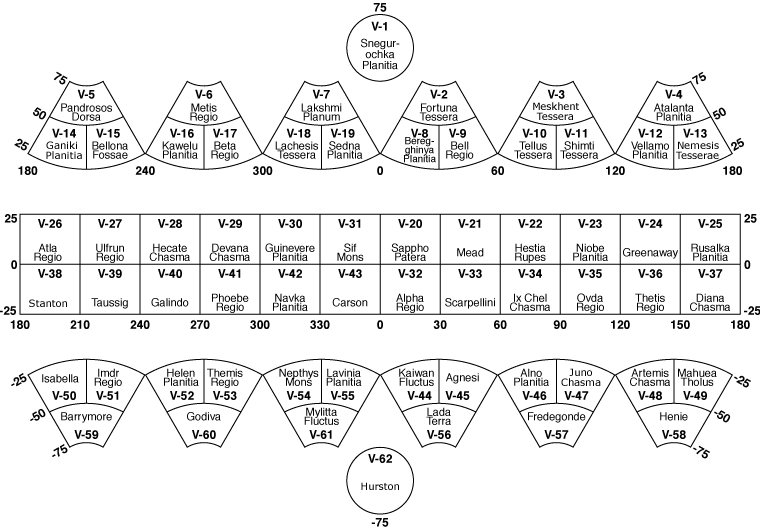
Quadrangles de Venus per a mapes a escala 1/5.000.000

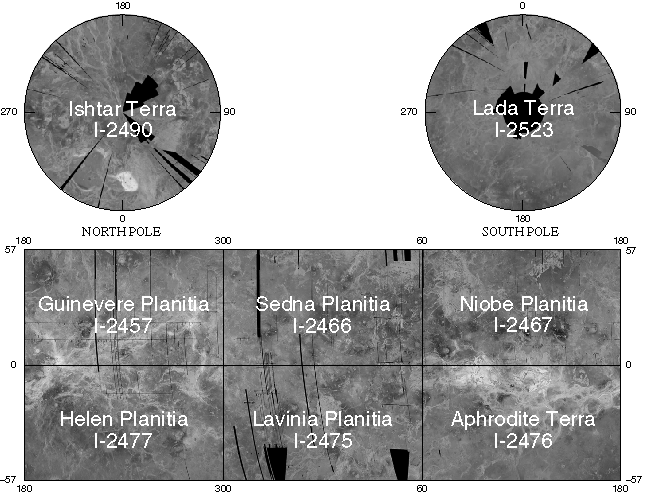
Quadrangles de Venus per a mapes a escala 1/10.000.000

Deu el seu nom a la Helen Planitia.